# Disenchantment
Disenchantment este un sitcom american de fantezie animat creat de Matt Groening. Serialul este prima producție a lui Groening pentru Netflix; el crease anterior Familia Simpson și Futurama pentru 20th Century Fox Television. Serialul are acțiunea în împărăția fantastică medievală Dreamland, și urmărește povestea lui Bean, o prințesă rebelă și alcoolică, a tovarășului ei, naivul elf Elfo și a „demonului ei personal”, Luci.
Cinci loturi de 10 episoade au fost lansate pentru un total de 50 de episoade. Prima parte a fost lansată pe 17 august 2018, cu a doua parte pe 20 septembrie 2019, a treia parte pe 15 ianuarie 2021, a patra parte pe 9 februarie 2022 și a cincea și ultima parte pe 1 septembrie 2023.